# Алюминат стронция
Алюминат стронция (SrAl2O4) — неорганическое соединение (твёрдый раствор оксидов стронция и алюминия).
Широко используется в качестве основы (матрицы) для люминофоров. Наиболее распространённый представитель — соединение SrO•Al2O3 (SrAl2O4). Будучи активированным редкоземельными ионами двухвалентного европия (Eu2+) и трёхвалентного диспрозия (Dy3+), представляет собой известный люминофор с длительным зелёным послесвечением.
Конструкционный материал.
Стронциевый глинозёмистый цемент (SrAl2O4 или SrO•Al2O3) может быть использован в качестве огнеупорного строительного материала. Он может быть получен путём спекания смеси оксида стронция или карбоната стронция с глинозёмом, при температуре около 1500°С. Может быть использован в качестве цемента для огнеупорного бетона, выдерживающего температуры до 2000°С. Барийный глинозёмистый цемент имеет такие же характеристики, и может быть использован в качестве радиационной защиты. Использование цементов из алюмината бария и стронция ограничивается дефицитом сырья.
Алюминат стронция рассматривается в качестве материала для иммобилизации продуктов деления радиоактивных отходов (стронций-90).